# Cusago
Cusago est une commune italienne de la ville métropolitaine de Milan dans la région de la Lombardie en Italie.

## Géographie
- 1Carte dynamique
- 2Carte Openstreetmap
- 3Carte topographique
- 4Carte avec les communes environnantes

## Administration
| Période                                  | Période | Identité | Étiquette | Qualité |
| ---------------------------------------- | ------- | -------- | --------- | ------- |
|                                          |         |          |           |         |
| Les données manquantes sont à compléter. |         |          |           |         |

### Communes limitrophes
Milan, Cornaredo, Settimo Milanese, Bareggio, Cisliano, Trezzano sul Naviglio, Gaggiano